# Saltarello

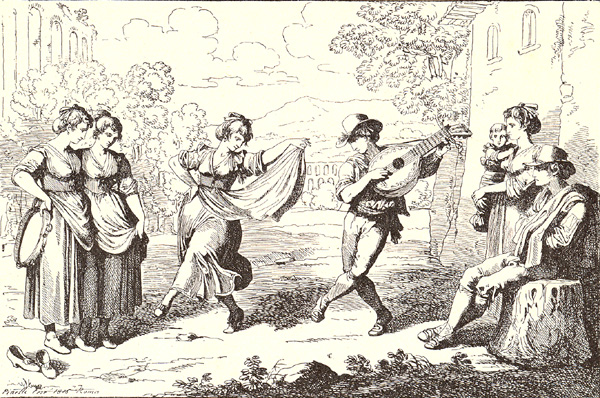
Saltarello. Ilustración de Bartolomeo Pinelli.

El saltarello o salterello (en español: alta, alta danza; en francés: pas de Brabant; en alemán: Hoppertanz, Hupfertanz; en italiano: significa "pequeño salto") era una danza italiana moderadamente rápida, generalmente en ritmo ternario, que incluye saltos en su coreografía. Toma su nombre del verbo italiano saltare (‘saltar’) por su peculiar paso saltado. Aparece mencionada por primera vez en un manuscrito toscano de finales del siglo XIV. Han sobrevivido ejemplos de la música, pero se desconocen los pasos de la danza propiamente dicha. En origen fue una danza cortesana napolitana y posteriormente se convirtió en una danza folclórica de varias regiones de Italia central.

## Historia
Esta danza gozó de gran popularidad en las cortes europeas durante la Edad Media. El primer uso conocido del término saltarello se encuentra en un manuscrito toscano de finales del siglo XIV o principios del XV, que se conserva en la actualidad en la Biblioteca Británica etiquetado como Ms. Add. 29987. Esta colección recoge 15 composiciones monofónicas sin texto y sin coreografía bajo el título genérico Istampitta. Las últimas siete piezas del grupo incluyen cuatro etiquetadas como saltarello, junto con un trotto y las danzas La Manfredina y Lamento di Tristano. Al igual que las estampies que los preceden, los saltarellos constan de varios strains o series de frases repetidos, cada uno con un primer y un segundo final, marcados como aperto y chiuso. Curiosamente no comparten una métrica común: dos pueden transcribirse en el compás de 6
8, uno en 3
4 y otro en 4
4. Esto llevó al musicólogo Curt Sachs a concluir que solo los tres primeros eran verdaderos saltarellos y el último es un ejemplo del metro denominado quaternaria en el siglo XV, a veces llamado saltarello tedesco. Su conclusión sugiere un vínculo entre estos cuatro bailes y las danzas cortesanas de los siglos XV y XVI que aún no se ha probado. Como no se conoce ninguna coreografía anterior a la década de 1430, hay escasa evidencia de que estas danzas tuvieran algo en común con los saltarellos posteriores.

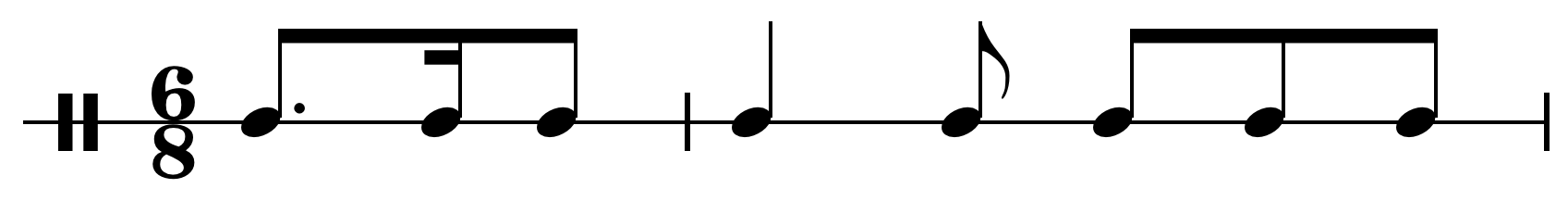
Ritmo de saltarello.

En el siglo XV el saltarello pasó a ser una danza de la familia de la bassadanza, caracterizada por un doble salto en el tiempo débil final o inicial en ritmo ternario rápido. Danzas enteras consistentes sólo en el paso y ritmo del saltarello se describen como bailes improvisados en los manuales de baile de esta época en Italia. Varios maestros de baile italianos como Domenico da Piacenza, Guglielmo Ebreo y Antonio Cornazzano, que escribió el primer tratado de baile que se ocupó de esta danza en 1465. Una descripción más clara y detallada de este paso y metro aparece en un manuscrito del siglo XVI en la Real Academia de la Historia en Madrid. Describieron un método para derivar cuatro bailes progresivamente más rápidos y más atléticos de un cantus firmus de bassadanza. El cantus firmus se solía escribir en breves negras o semibreves blancas, que no tenían ningún significado mensural, y los instrumentistas acompañantes debían "ritmarlos" según el tipo de baile requerido. Se cree que los músicos improvisaban para el acompañamiento dos o más partes en torno al tenor de la bassadanza, pero no se conservan versiones polifónicas.
A principios del siglo XVI tanto el saltarello como la bassadanza habían caído en desuso y de modo que el par de danzas más común era alguna variante de quaternaria–saltarello. Aunque algunos saltarellos figuran como obras independientes en diversas colecciones de música instrumental del siglo XVI, la mayoría de los ejemplos conservados son segundas danzas emparejadas al passamezzo o la paduane, como en Intabulatura de lauto de Joan Ambrosio Dalza de 1508. Un rasgo importante del saltarello de esta época era la ambigüedad métrica, de modo que en la transcripción una pieza a menudo parece alternar entre 6/8 y 3/4. En 1540 Hans Neusidler publicó una danza italiana con el nombre Hupff auff (salto introductorio) y la identificó con un subtítulo entre paréntesis "saltarella". Se conservan numerosas coreografías para saltarellos de finales del siglo XVI registradas por maestros de baile italianos como Fabritio Caroso (Il ballarino, 1581; Nobiltà di dame, 1600) y Cesare Negri (Le gratie d'amore, 1602 como Nuove inventione di balli). En esta época el saltarello era bailado por grupos de cortesanas vestidas de hombres en mascaradas. Dio lugar a la quadernaria en Alemania, que más tarde derivó en el saltarello tedesco en Italia.

### Ejemplos
- Charles-Valentin Alkan escribió un Saltarelle op. 23, y en el movimiento final de su Sonate de Concert, op. 47 para piano y violonchelo, Finale alla Saltarella.
- Jean Antiga: Saltarello: danse italienne para piano.
- Odoardo Barri: Six morceaux de salon para viola alto y piano (el n.º 6 es un saltarello).
- Hector Berlioz usó el saltarello en la escena del carnaval de Benvenuto Cellini, que repitió en la obertura Carnaval Romano.
- Lauren Bernofsky: Saltarello para trompeta en do (o en mi♭) y piano.
- Émile-Robert Blanchet: Saltarello para piano.
- Frank Bridge incluyó un saltarello como n.º 5 de las miniaturas para trío con piano.
- George Frederick Bristow: Saltarello para piano
- Leonardo De Lorenzo: Saltarello para flauta, op. 27 (1931).
- Jules Demersseman: Solo de Concierto, op. 82 n.º 6 para flauta y piano. El movimiento final se titula Saltarello.
- Germain Digmeloff: Pour un anniversaire: Saltarello.
- Kris Dorsey: Shanty Saltarello (What Can You Do with a Drunken Sailor?), para quinteto de viento metal.
- George Enescu: Nocturne et Saltarello para violonchelo y piano.
- Malcolm Forsyth: Saltarello para quinteto de viento metal.
- Vincenzo Galilei: se le atribuye una pieza para guitarra titulada Saltarello, escrita en el siglo XVI.
- Edward German: Saltarello para flauta o flautín y piano.
- Maurice Jean Baptiste Ghislain Guillaume: Capriccietto, Canzona y Saltarello para clarinete y piano, op. 23.
- Carl Gottschalksen: Saltarello: Sorento ved Napoli: Italiensk Suite 3 para piano.
- Charles Gounod: Saltarello para orquesta.
- Georg Goltermann: Saltarello para violonchelo y piano, op. 59 n.º 2.
- George Grothe: Saltarello Galop para piano.
- Ernst Haberbier: Saltarello para piano, op. 54.
- Eugène Ketterer: Saltarelle para piano, op. 266.
- Emil Kronke: Saltarello para piano, op. 32.
- Theodor Kullak: Saltarello di Roma para piano, op. 49.
- Félix Laurent-Rollandez: Saltarello para piano, op. 18.
- H. T. Manicus: Saltarello para piano.
- August Marten: 4 Charakterstücke para violín y piano, op. 8 el n.° 2 es un saltarello.
- Paul Mason: Saltarello para piano.
- Max Mayer: Fünf Klavierstücke, op. 6 el n.° 3 es "Alla saltarello".
- Felix Mendelssohn-Bartholdy utilizó el saltarello para el cuarto movimiento de la Sinfonía n.º 4 "Italiana".[1]
- Fanny Mendelssohn Hensel: Il saltarello romano para piano, op. 6 n.º 4.
- Jean-François Michel: Intrada, canzonetta e saltarello para corneta en si♭ o trompeta y piano.
- Sebastian Bach Mills: Saltarello para piano, op. 26.
- Bernhard Molique: Saltarella para violín y piano, op. 55.
- Guido Papini: Saltarello (Souvenir de Sorrento) para violín y piano, op. 55 n.º 2.
- Henri Piccolini: Saltarello one-step para orquesta.
- Robert Planel: Prélude et saltarelle para saxofón alto y piano.
- Joachim Raff: Saltarello, para piano, op. 108.
- Franz Ries: Nocturne et Saltarello para violín y piano.
- Camille Saint-Saëns: Saltarelle para coro masculino, op. 74; y el último movimiento del Concierto para piano n.° 2, op. 22 es un Saltarelle.
- Jeraldine Saunders Herbison: Saltarello para violonchelo y piano, op. 30 n.º 2.
- Gustav Satter: Saltarello para piano, op. 147.
- Anton Schmoll: Saltarello para piano, op. 50, n.º 19.
- Sydney Smith: Saltarello para piano a cuatro manos.
- Charles Spinks: el segundo movimiento Dance Suite para piano, op. 12 es un saltarello.
- Antonius Streichardt: Saltarello para Zupforchester.
- Anton Strelezki: Saltarello danza napolitana para piano, op. 18.
- Tielman Susato  incluyó un saltarello en Het derde musikboexken: Danserye (1551).
- Germaine Tailleferre: el tercer movimiento del Cuarteto de cuerda.
- Adolf Terschak: Saltarella para flauta, violonchelo y piano, op. 20.
- Daniel van Goens: Saltarello para violonchelo y piano, op. 35
- Gabriel Verdalle: Salatarello para arpa sola, op. 23
- Bernard Wagenaar: Saltarello para piano.
- Charles Robert Yuille-Smith: Saltarello para violonchelo y piano.

## En la música folclórica
Hacia finales del siglo XVIII una danza folclórica con el mismo nombre que la antigua danza cortesana, saltarello, comenzó a ganar popularidad en Roma, donde se convirtió en una tradición favorita durante el carnaval así como en las fiestas de la cosecha de Monte Testaccio. Más tarde, se extendió por otras regiones italianas próximas como Lacio, Umbría, Toscana y Marcas. En Abruzos y Molise se utiliza el nombre en femenino saltarella. Romaña es la región más al norte de Italia con su propio saltarello romagnolo.
Los compases más habituales en los que estaba escrita son 3
4 o 6
8. Se podía bailar de forma individual o bien en pareja. La coreografía consistía en saltos cada vez más rápidos alrededor de un semicírculo imaginario, acompañados de movimientos de brazos "violentos". El acompañamiento musical suele correr a cargo de  instrumentos musicales como la guitarra, la zampogna (gaita), el organetto (un tipo de acordeón diatónico), el tamburello (pandereta) y, a menudo, el canto de los espectadores. En la provincia de Amatrice se toca una versión muy particular de saltarello con una forma peculiar de zampogna llamada Le ciaramelle d'Amatrice. Tradicionalmente esta danza se interpreta en las celebraciones de bodas después de la salida de la pareja de recién casados de la iglesia.
Esta variante folclórica tuvo su repercusión en música clásica a través de diversos compositores que la tomaron como fuente de inspiración para sus obras. Después de presenciar el carnaval romano de 1831, el compositor alemán Felix Mendelssohn en el último movimiento de su Sinfonía Italiana incorporó dos saltarellos. Asimismo, Jules Perrot incorporó saltarellos en su ballet Catarina o la hija del bandido (Londres, 1846) y Arthur Saint-Leon hizo lo mismo en su ballet Saltarello (Lisboa, 1854-1856).

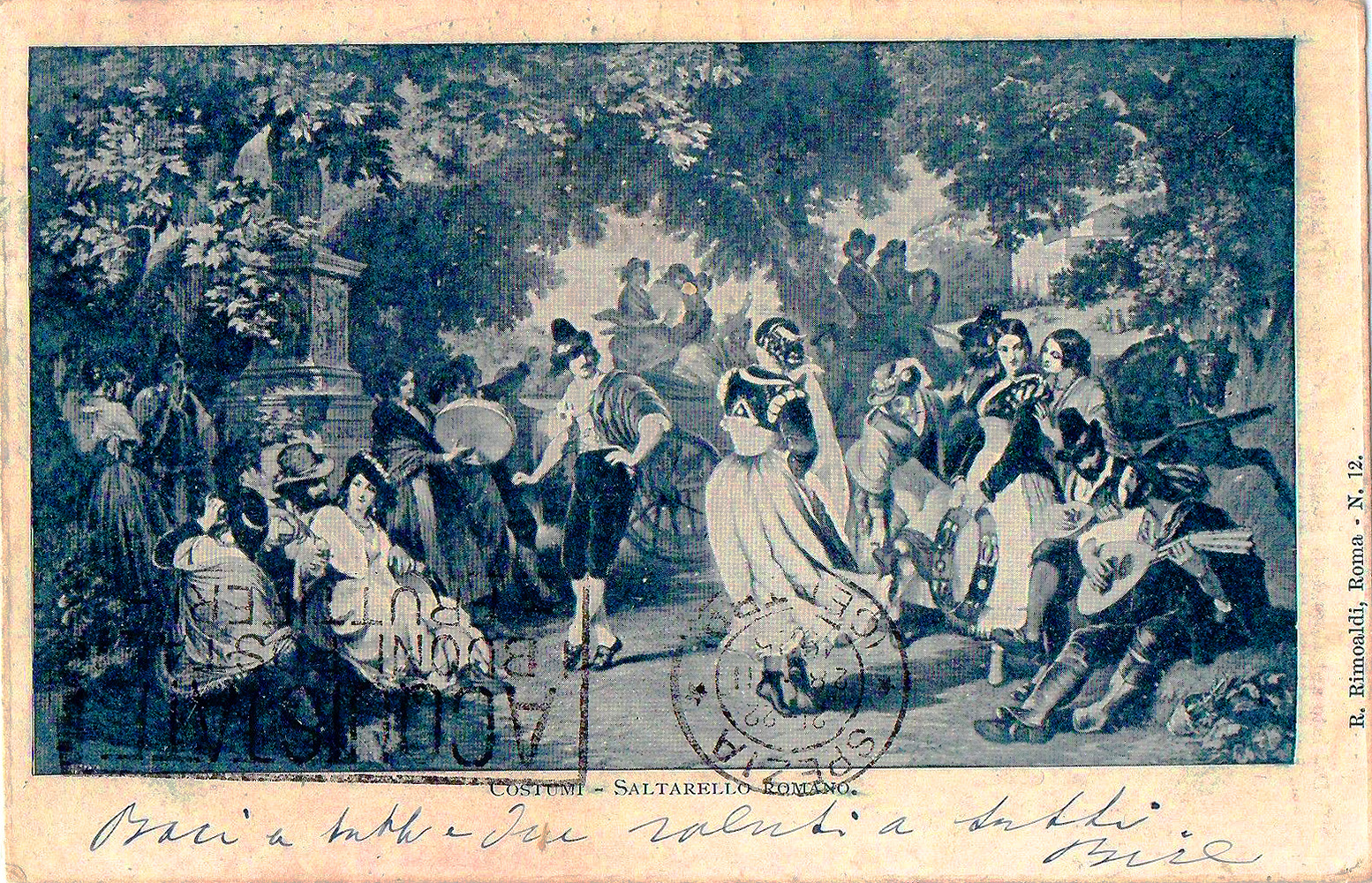
Saltarello romano; trajes de Roma (1925)
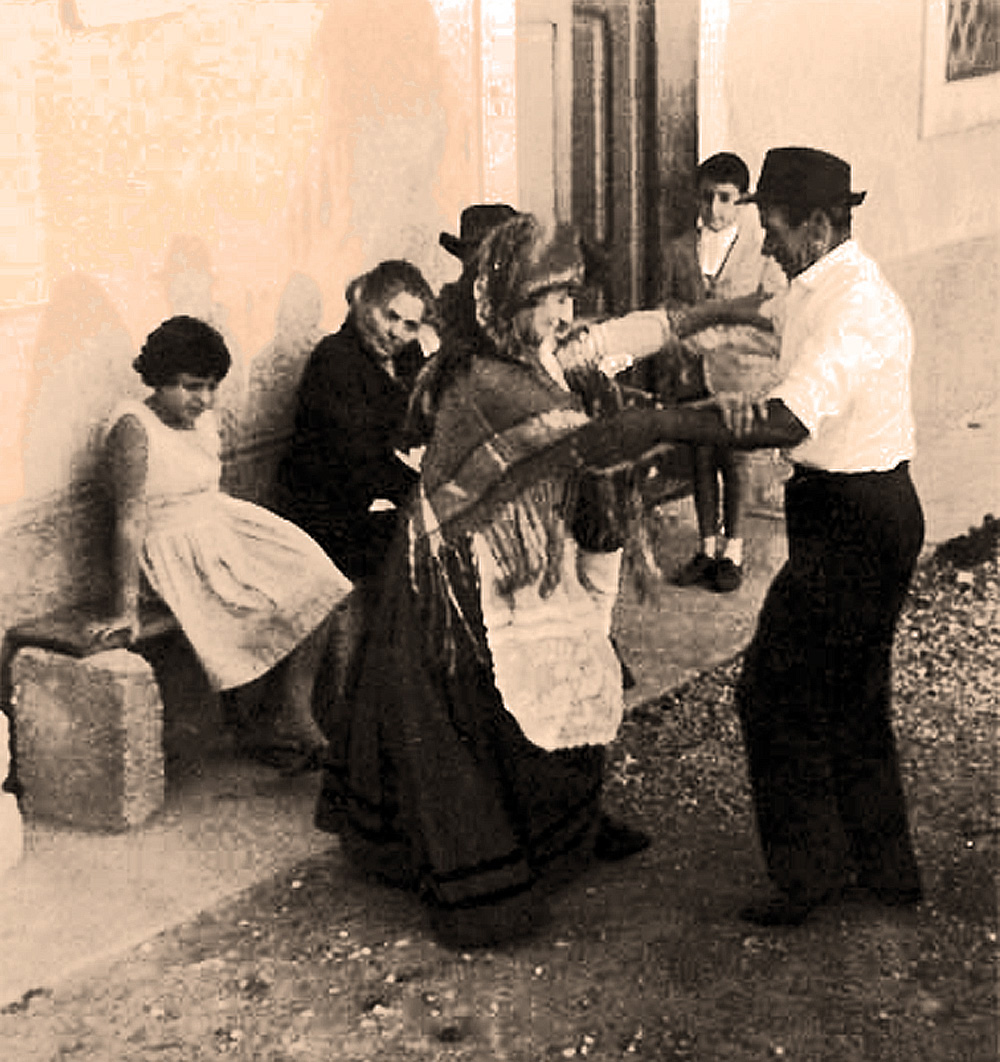
Saltarello (c. 1930)
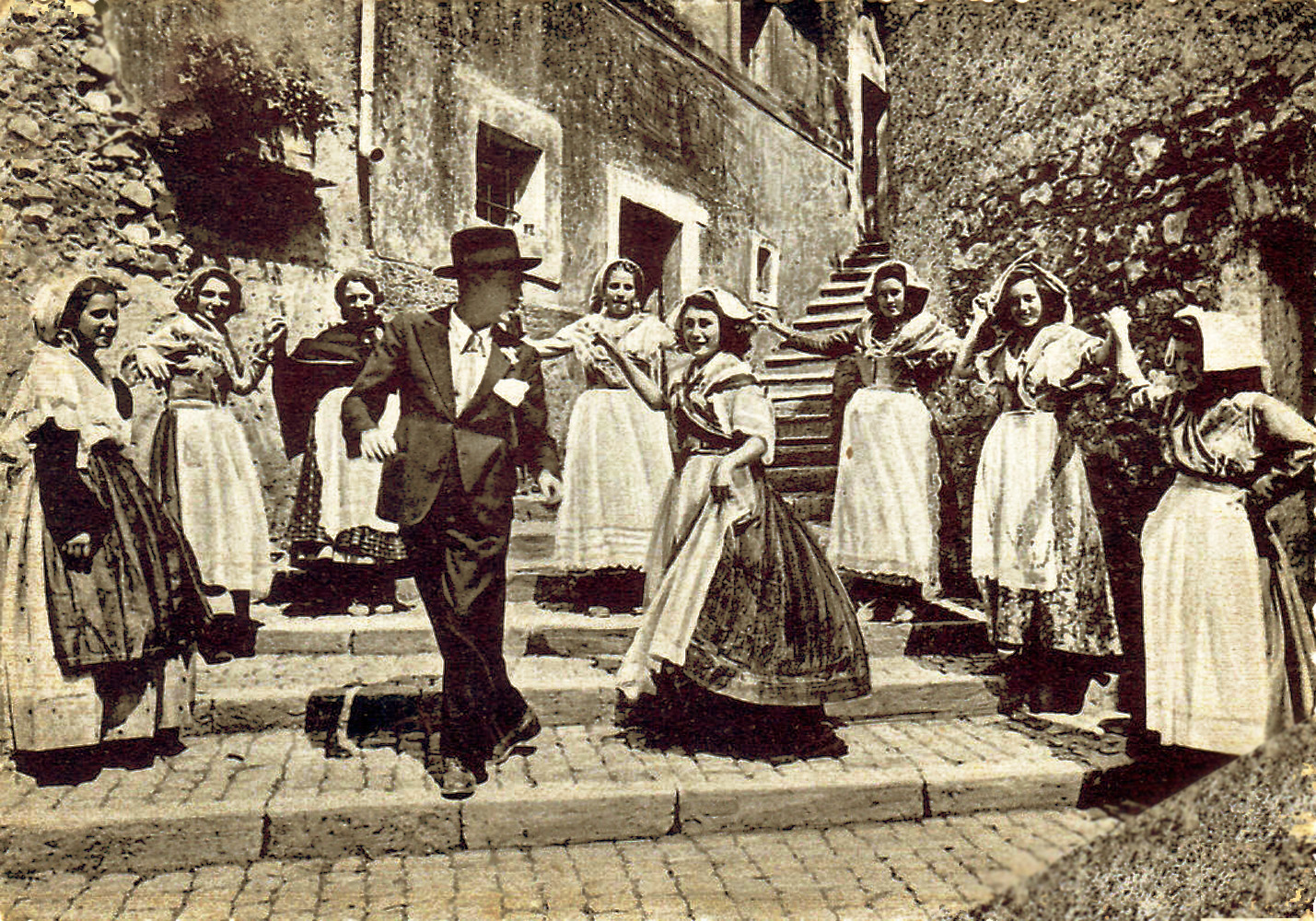
Saltarello; trajes de Ciociaria (1935)
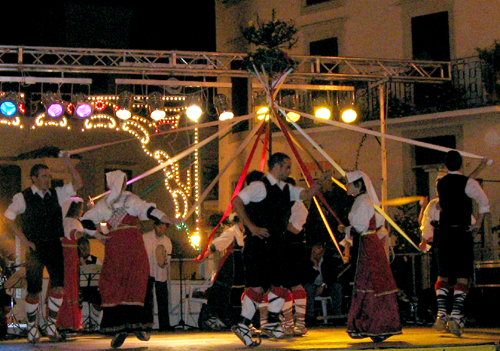
Saltarello (2006)
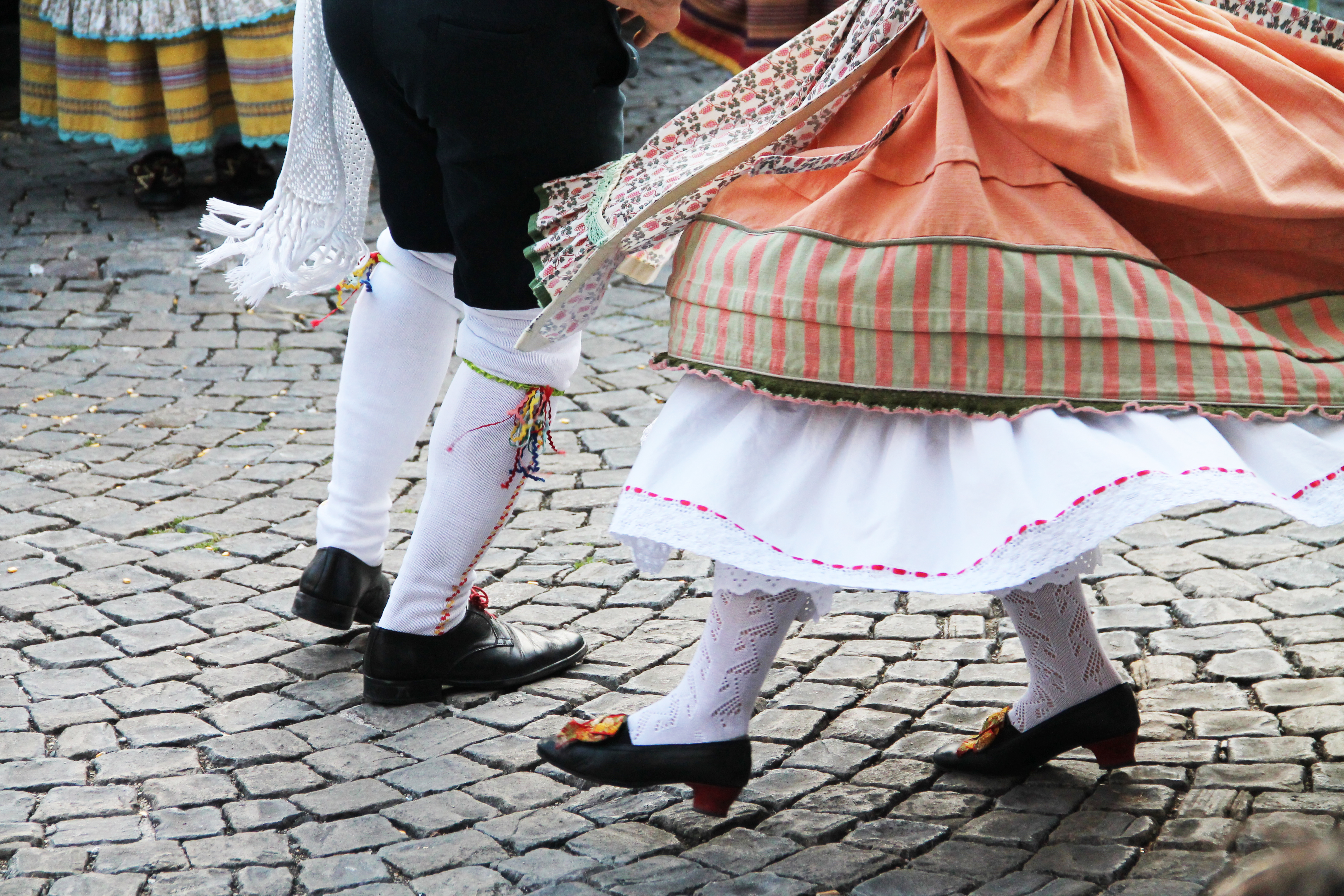
Saltarello danza folclórica (2016)
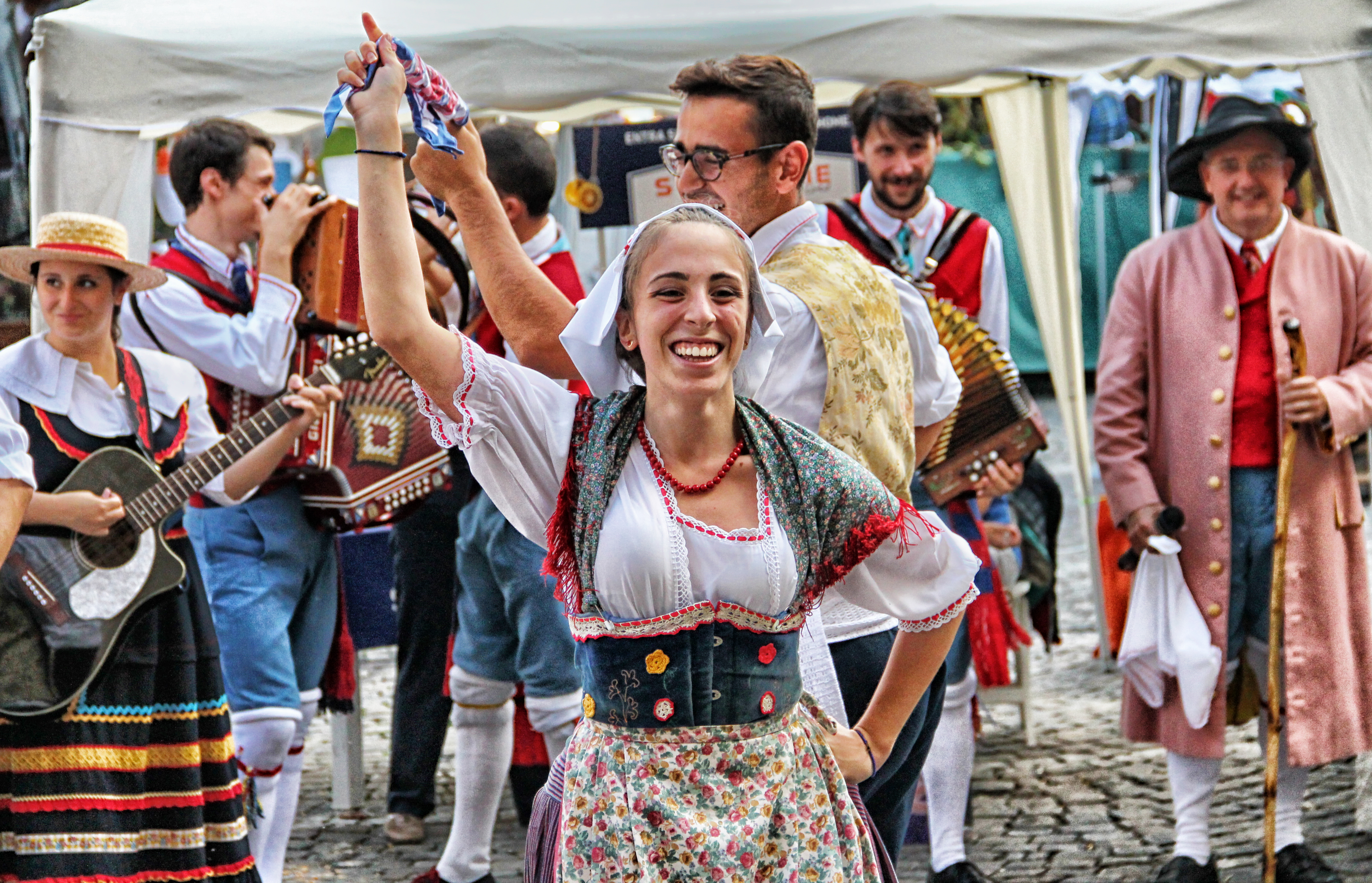
Saltarello danza e instrumentos (2016)

## En la música contemporánea
Aparte de las agrupaciones musicales clásicas orientadas a lograr una interpretación históricamente fidedigna, esta pieza también ha sido arreglada por diversos grupos pertenecientes a géneros musicales tales como metal, gótico, neoclásico y romántico medieval. Destacan especialmente el pianista de jazz polaco Leszek Mozdzer, así como las interpretaciones de los guitarristas John Renbourn y John Williams. 
- La banda alternativa romántica Dead Can Dance incluyó en el álbum Aion (1990) una pista titulada Saltarello, que se basa en una obra anónima del siglo XIV.
- El cantante italiano Angelo Branduardi cuenta en su producción musical con varios saltarelli en las canciones Il trattato dei Miracoli, Pioggia, Saltarello, Lamento di Tristano e Rotta.
- El compositor Jesper Kyd escribió una pieza titulada Meditation Begins para la banda sonora del videojuego Assassin's Creed (2007). Se trata de un arreglo de una especie de saltarello con un matiz siniestro, una muestra del cual se puede escuchar en la página de la banda sonora. También compuso saltarello, una pieza ambiental interpretada por artistas callejeros durante el carnaval de Venecia del videojuego Assassin's Creed II (2009).